# アカデミア・タウイチ・アギレラ
アカデミア・タウイチ・アギレラ（西: Academia Tahuichi Aguilera）は、ボリビアのサンタ・クルス・デ・ラ・シエラにあるサッカー選手育成のための学校である。1978年5月1日に開校した。創立者はロナルド・アギレラ・パレハ（西: Rolando Aguilera Pareja）。貧しい子供たちにサッカーを通じて、教育やスポーツを支援する取り組みを行っている。初期のアカデミアで育ったメンバーがボリビア代表チームの主力となり、ボリビア代表チームが1994年にアメリカで開催されたFIFAワールドカップ本大会へ進出する大きな原動力になった。

## 理念
ミッションはサッカーを通じて子供や青年たちに、サッカー、健康的なレクレーション、教育の機会を提供すること。ビジョンは体力、感性、知性を向上させるために適切な環境で、子供や青年の育成を通じて社会形成に寄与すこと。

### 目的
- 薬物・アルコール・その他非行から少年たちを遠ざけるため、サッカーを通じて健全な育成機会を提供する。
- プロサッカー選手としての素養を持つものに対して、才能を開花させるためのトレーニングを行いプロへの道を提供する。
- アカデミアの生徒に対して、保健や栄養に対する教育を施す。また高いモチベーションと勝者のメンタリティを訓練する。
- 高等教育を望む生徒にアメリカやその他の国の大学進学するための留学の機会と奨学金を提供する。
- 「子供、スポーツ、平和」の3つをテーマとし、ボリビアの子供と世界をつなげるために国内および国際トーナメント大会開催を奨励する。
- 地域でのサッカー練習やスポーツに関する社会インフラを継続的に改善する。

## 所在・施設
サンタ・クルス・デ・ラ・シエラ市の「Villa Deportiva（スポーツ村）」の中に、「La Villa Deportiva del Niño Feliz Tahuichi（タウイチ記念少年スポーツ村）」を持つ。敷地は24ヘクタールで、サッカー場10面、照明付きの人工芝サッカー場2面、奨学生のための寮、ジム、レストランなどが建てられている。

## 歴史

### 前史
アカデミアの創立者であるロナルド・アギレラの父、 ラモン・アギレラ・コスタス（西: Ramón Aguilera Costas）は1940年代から50年代にかけて活躍したプロサッカー選手であった。彼はサポーターから「タウイチ」の愛称で呼ばれていた。「タウイチ」はグアラニー語で「大きな鳥」を意味する。アカデミーの名前にある「タウイチ」は、ここからきている。
1971年にボリビアで起きた軍事クーデターにより、ロナルド・アギレラと家族はアメリカに亡命生活を余儀なくされた。ロナルド・アギレラは、ワシントンの米州開発銀行 (IDC) で働きながら、たまに自分の子供たちにサッカーを教えていた。1978年、ボリビアで政変がおき、ローランド・アギレラは、ボリビアへ戻った。

### 開校から世界的なユースチームへ
ラモン・アギレラはボリビアに戻ると、すぐに自身の故郷のサンタ・クルスでサッカー・スクールを設立する準備を始め、5月1日に開校した。主に学校の近所の子供やサンタ・クルスの貧しい家庭の子供たちを集めて、サッカーを基礎から教えていった。すぐに評判が評判を呼び、多くの子供たちが集まってきた。そして1979年には早くもボリビア少年サッカー大会(Campeón Infantil Boliviano)で優勝する。
1980年1月、アルゼンチンのブエノスアイレスで開催されたU-14南米選手権において、アカデミア・タウイチのチームがそのままボリビア代表チームとしてに出場した。決勝戦でCAインデペンディエンテのジュニアユースチームを4-1で破り、優勝した。
マルコ・エチェベリ、石川康を擁したチームで、1984年と1985年のゴシアカップ連覇を果たす。さらに中国で開催された1985年の第1回ワールド・ジュニア・ユース（U-16世界選手権）にアカデミア・タウイチのチームがそのままボリビア代表として出場した。中国、アメリカ、ギニアと比較的恵まれた一次リーグに入ったが、チームは未勝利でグループステージ敗退。2年後のカナダで開催された1987年の第2回ワールド・ジュニア・ユースにも、アカデミア・タウイチ・アギレラのチームがそのままボリビア代表として参加。この時も一次リーグ敗退であった。また1987年から1990年にかけてダラスカップを4連覇した。
1996年、ロナルド・アギレラは、「Paz y Unidad」(「平和と統合」の意味)と名前をつけたサッカーのジュニアユース国際大会を始めた。2014年の同大会では、世界からアカデミア・タウイチのチームを含む12チームが参加し、サンタ・クルスで開催された。
2007年、メキシコで開催されたコパ・チーバスで、U-17日本代表と対戦。4-4で引き分けている。

## 選手育成方法
単なるサッカーチームの下部組織にとどまらず、完璧なサッカー選手の育成を目指している。アカデミア出身で、Jリーグでプレーした石川康が在籍していた頃（1980年代前半）から、ハードなトレーニングを課し、心理学を学んだカウンセラーもいてプロとしての心構え教えていた。
石川康は当時のアカデミアの合宿をインタビューで以下のように語っている。

## 社会活動

### 高等教育支援のための奨学金制度
ボリビア国内外の大学と契約し、タウイチの生徒に奨学金を付与して高等教育を受けさせるプログラム。2014年現在で、133人が国外（主にアメリカ）の奨学プログラムで学んだ。

### タウイチ・ウェイ
タウイチ・ウェイ（The Tahuichi Way）は、ボリビア国外の少年少女に対して、アカデミア・タウイチでサッカー選手としてのトレーニング留学生を受け入れるコースである。1991年よりこのプログラムが始まり、アメリカなどから1600人以上が参加した。二週間コース、一ヶ月コースという短期コースもある。

### サッカークリニック
ボリビア各地にコーチや選手が出向き、サッカークリニックを開催している。2001年から始まり、年平均で15ヶ所で行い、1000人が参加している。

### フェロー・シップ・プログラム
宿泊、食べ物、医療、衣類、学用品などが総合的に無償提供される奨学生制度。アカデミアの敷地内に寄贈された2つの寮で生活している。プログラムはアカデミアの収益と民間援助団体からの資金援助で運営されている。

## 評価

### 自己評価
「毎年6000人以上の少年少女にサッカーを通じて無償の教育を与えている。これにより薬物乱用、飲酒などの非行行為から子供たちを遠ざけ、社会不安の潜在リスクを回避している」、「2013年までに30万人以上の少年・少女にサッカーと教育を提供してきた。その内、約85%が貧しい家庭または慈善団体に保護された孤児であり、彼らは路上で靴磨き、車ガラスの清掃、新聞売りなどをしているストリートチルドレンである」と説明している。

### 顕彰
1982年に、ボリビア政府は「Condecoración del Cóndor de Los Andes」を授与し、1984年、米州機構（OAS）は「青年大使」に任命した。
また貧困層の子供にサッカーを教える活動が評価され、何度かノーベル平和賞にノミネートされている。ノーベル平和賞受賞者であるリゴベルタ・メンチュウは「タウイチの子供たちは、より多くの兄弟たちと人間世界の希望です」と述べた。

### 批判

#### 薬漬け
アカデミア出身で、Jリーグでプレーした石川康は、アカデミア・タウイチでの薬の摂取について日本の週刊誌のインタビューで以下のように回顧している。

## アカデミア出身の主な選手
- マルコ・エチェベリ[14]

1994年開催のアメリカW杯の本大会進出に中心的な役割を果たしたが、本大会では故障により控えに回った。
- エルウィン・サンチェス[14]

1990年にポルトガルのSLベンフィカに移籍。1994年のアメリカW杯でボリビア代表の初ゴールを決める。
- 石川康

ボリビアのオキナワ移住地出身の日系ボリビア人2世。1987年に来日、武南高校、本田技研サッカー部でプレー。Jリーグ開幕後は、ヴェルディ川崎で活躍。その後、名古屋グランパスでプレー。
- フアン・マヌエル・ペーニャ[14]
- ルイス・クリスタルド[14]
- アルバロ・ペーニャ (ボリビア)（英語版）[14]
- ホセ・ルイス・チャベス（英語版）[14]
- グスタボ・ピネド（英語版）[14]
- グアルベルト・モヒカ（英語版）[14]
- ルディー・カルドソ（英語版）[14]
- セバスティアン・ガマーラ[14]